# Kumielsk (przystanek kolejowy)
Kumielsk – zlikwidowany wąskotorowy przystanek osobowy w Rozogach na linii kolejowej Spychowo Wąskotorowe – Myszyniec, w powiecie piskim, w województwie warmińsko-mazurskim, w Polsce.